# فابریس فیورس
فابریس فیورس (انگلیسی: Fabrice Fiorèse؛ زادهٔ ۲۶ ژوئیهٔ ۱۹۷۵) بازیکن فوتبال سابق اهل فرانسه است که در پست هافبک و مهاجم بازی می‌کرد.
از باشگاه‌هایی که در آن بازی کرده‌است می‌توان به باشگاه فوتبال گنگام، باشگاه فوتبال لوریان، باشگاه فوتبال المپیک لیون، باشگاه فوتبال پاری سن ژرمن، باشگاه ورزشی الریان، باشگاه فوتبال تروا، باشگاه فوتبال المپیک مارسی، و باشگاه ورزشی آمیان اشاره کرد.